# Casa scriitorului Grigore Adam (Bălănești)
Casa scriitorului Grigore Adam este o clădire amplasată în Bălănești, raionul Nisporeni, Republica Moldova. Este un monument istoric de importanță națională inclus în Registrul monumentelor Republicii Moldova ocrotite de stat cu nr. 816 (raionul Nisporeni).